# 庄子デンキ
株式会社庄子デンキ（しょうじデンキ）は、かつて存在した日本の家電量販店。仙台市に本店を置いて、東北地方で家電量販店チェーンを展開していた。
業績不振によって2000年にラオックスの連結子会社となり、2008年に家電量販事業から撤退して不動産賃貸業を行っていたが、2012年に法人格が消滅した。

## 概要
以前は「エルタウン庄子デンキ」（エルタウンしょうじデンキ）と称していたが、1994年から「電激倉庫」（でんげきそうこ。電撃ではない）の屋号を使い始める。その後、家電量販店との競合で業績が悪化し、2000年4月に、秋葉原に本店を置き関東地方を中心に店舗展開する家電量販店ラオックスの子会社となった。
ラオックスが子会社化した2000年の時点では総店舗30店を有し、傘下直後は「ラオックス」名の店舗の運営も行っていた。しかし、庄子デンキが運営するラオックス店舗は2003年に全て「電激倉庫」に統一された。そのため、ラオックスから電激倉庫に転換した店舗の中には、ラオックスロゴを併記した店舗もあった。また、2005年秋頃から、パンフレットや店内ポスター等の販促物で、ラオックスと電激倉庫のロゴを併記していた。
店舗壁面に描かれたキャッチコピーの「EDLP」は、Every Day Low Priceの略で、薄利多売をモットーとした昨今の家電量販店の特徴をよく現していた。
提供しているサービスや商品はラオックスとほぼ同一だったが、一部の店舗ではラオックスでは扱いのない中古ゲームソフトも扱っていた。小規模店舗を中心とした店舗展開を行っていたため、品揃えは他のチェーンと比べて少なく、パソコンの場合、ほとんどの店舗では売れ筋のノートパソコンのみの現品展示で、デスクトップパソコンは取り寄せとなることが多かった。
最盛期には宮城・山形・福島などに三十数店舗を展開していたが、競争の激化で親会社のラオックスともども経営不振に陥り、庄子デンキは2008年3月期まで7期連続で最終赤字を計上していた。このため、ラオックスが黒字化の目処が立たないとして、2008年8月31日を以て全店舗を閉鎖。同年9月20日付で全従業員を解雇した。また閉鎖した店舗の一部はゲオなどに譲渡した。
家電量販店から撤退して以降は本社をラオックスと同一地に移し、所有物件の賃貸を中心に事業を行っていたが、2012年12月1日に同じくラオックス子会社の神田無線電機に吸収合併され消滅した。

## 沿革
- 1954年 - 仙台市で電気器具の修理店として創業。
- 1955年 - 「庄子電気商会」として小売を始める。
- 1960年4月 - 会社設立。
- 1994年 - 豊富な品ぞろえと低価格を前面に出した「電激倉庫」に順次、店舗を切り替える。
- 2000年4月 - ラオックスを引受先とした第三者割当増資を実施し、71％の株式を取得した同社の傘下に入る。
- 2003年 - 全店舗が「電激倉庫」に統一
- 2008年
  - 7月19日 - ラオックスが大幅赤字の解消を目的とした不採算店舗の閉店を進めるために、庄子デンキが経営する全店舗の閉鎖を労働組合側に通告。
  - 8月31日 - この日をもって、庄子デンキが経営する全店舗、営業終了[4]。
- 2012年12月1日 - 神田無線電機株式会社を存続会社とする吸収合併を行い消滅[1]。

## 店舗展開

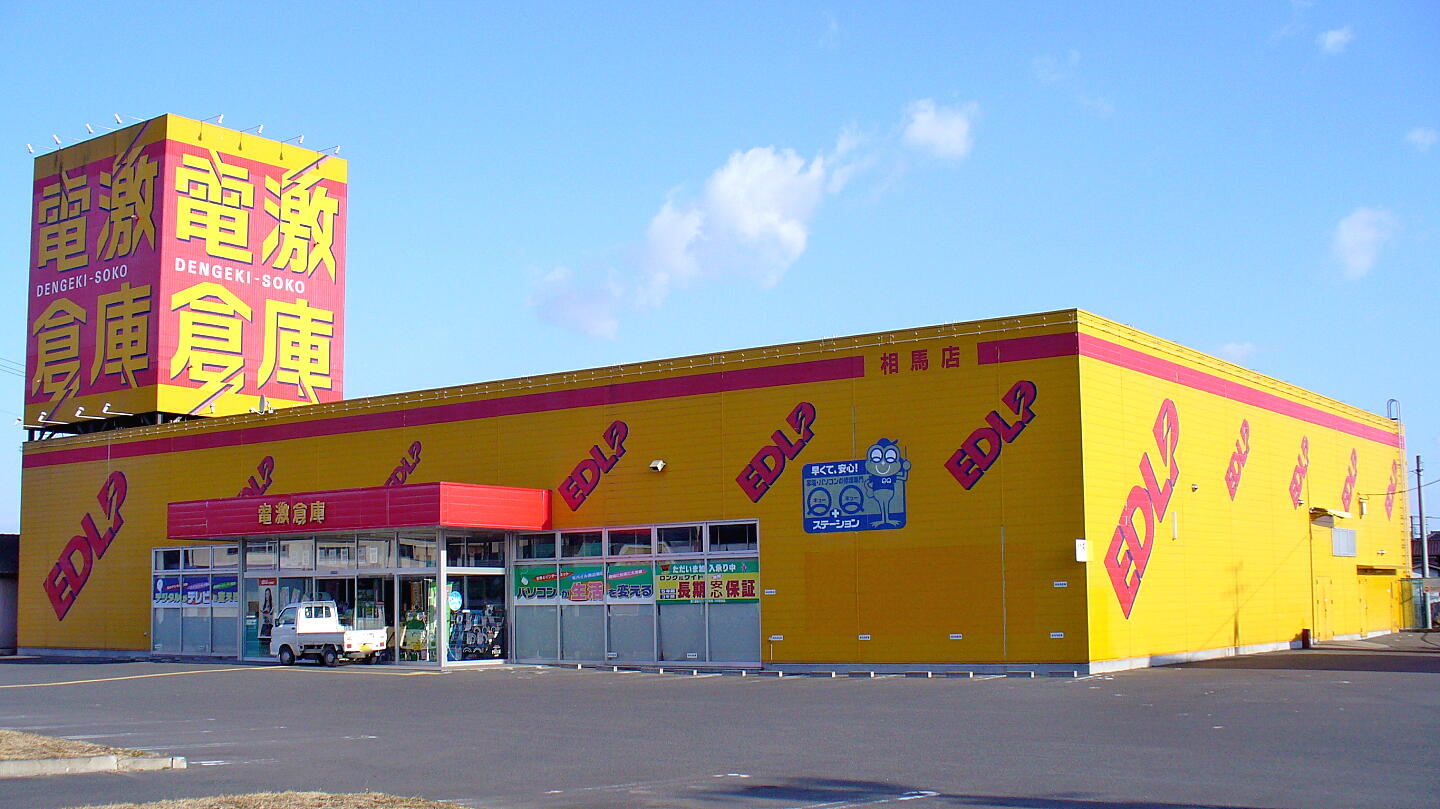
電激倉庫相馬店
※現在はツルハドラッグ相馬南店

1981年頃から宮城県内では初となる家電量販店によるテレビショッピングを始め、宮城県下に庄子デンキの名を浸透させた。
1985年頃にはパソコン専門店（コンピュータ中央店（仙台市青葉区））を地域でいち早く開店し、デンコードー仙台本店とパソコン販売における激戦を繰り広げた。
コンピュータ中央店を皮切りに各地区でパソコン販売を開始し、石巻本店・古川店・気仙沼店・岩沼店・山形本店（エルタウン七番街）・酒田店・郡山安積店・郡山中町店にて各々の地域でいち早くパソコン販売体制を確立。
1987年頃には配送センターおよび本社屋を新築し、宮城県下のロジスティックシステムを構築していった。
- この当時、仙台市内だけでも長町本店・長町鍋田店・大学病院前店・コンピュータ中央店・オーディオ中央店・中央店・宮城野店・泉中央店（仙台市地下鉄開業後）長命が丘店・泉バイパス店・幸町店の11店舗を展開していた。
- また、かつて「三遊館」というゲームショップも展開していた。
- 福島県福島市においては株式会社粉又と提携し「エルタウンコナマタ」を展開していた。

宮城県内でフランチャイズ店舗も展開していた。
- 宮城野店
- 高砂店（みやぎ生協内・ちなみにみやぎ生協内に出店した店舗には他に渡波店があった）
- 塩竈店
- 中央店
- オーディオ中央店
- 志津川サンポート店（南三陸町）

1990年代初頭に、地元の家電販売店が移転した跡地に出店。店舗前には「エルタウン 庄子デンキ」の横長の看板が掛けられ、閉店した後も暫く残されていた。庄子デンキ跡地には地元の本屋が出店したが、呉服屋があった別のスペースに移転（数年後に閉店。但し、雑誌の取り扱いは別の場所で再開した）。その後、隣接する玩具店だったスペースと併せ、100円ショップのシルクが入居したが、2011年の東日本大震災による津波で建物が被害を受け、翌年取り壊された。
このほか、北上店（北上市北鬼柳、1999年6月開店）・水沢店（奥州市水沢佐倉河、2000年10月6日開店）・弘前店（弘前市大町「ジョッパル」4階、2001年5月26日開店・2004年2月15日閉店）・山形店（山形市高堂、2001年7月6日開店）は庄子デンキが親会社となっていたラオックスの店舗として運営していた。2003年までに弘前店を除き、店名が「電激倉庫」に変更されている。

## CM・広告
- エルタウン時代もテレビCMを打っていたが、「電激倉庫」になってからは江頭2:50[8]や電撃ネットワーク、角田信朗といった全国区のタレントを起用した奇抜なCMを展開していた。2006年頃以降にはテレビCMは放映していなかった。
- 「電激倉庫」当初はチラシによる広告展開はなかったが、その後は他社と同様にチラシによる広告展開を行っていた。